# IHL 1982/83
Die Saison 1982/83 war die 38. reguläre Saison der International Hockey League. Während der regulären Saison bestritten die acht Teams jeweils 82 Spiele. In den Play-offs setzten sich die Toledo Goaldiggers durch und gewannen den vierten Turner Cup in ihrer Vereinsgeschichte.

## Teamänderungen
Folgende Änderungen wurden vor Beginn der Saison vorgenommen:
- Die Peoria Prancers wurden als Expansionsteam in die Liga aufgenommen.

## Reguläre Saison

### Abschlusstabelle
Abkürzungen: GP = Spiele, W = Siege, L = Niederlagen, T = Unentschieden, OTL = Niederlage nach Overtime, GF = Erzielte Tore, GA = Gegentore, Pts = Punkte
| East Division      | GP | W  | L  | T  | GF  | GA  | Pts |
| ------------------ | -- | -- | -- | -- | --- | --- | --- |
| Toledo Goaldiggers | 82 | 51 | 21 | 10 | 362 | 269 | 113 |
| Fort Wayne Komets  | 82 | 45 | 26 | 11 | 377 | 344 | 103 |
| Flint Generals     | 82 | 35 | 36 | 11 | 317 | 340 | 82  |
| Saginaw Gears      | 82 | 29 | 44 | 9  | 332 | 376 | 71  |

| West Division      | GP | W  | L  | T  | GF  | GA  | Pts |
| ------------------ | -- | -- | -- | -- | --- | --- | --- |
| Milwaukee Admirals | 82 | 43 | 30 | 9  | 407 | 312 | 98  |
| Kalamazoo Wings    | 82 | 32 | 44 | 6  | 311 | 341 | 76  |
| Muskegon Mohawks   | 82 | 29 | 41 | 12 | 335 | 354 | 71  |
| Peoria Prancers    | 82 | 25 | 47 | 10 | 330 | 435 | 62  |

## Turner-Cup-Playoffs
| Turner-Cup-Viertelfinale | Turner-Cup-Viertelfinale | Turner-Cup-Viertelfinale |    |                    | Turner-Cup-Halbfinale | Turner-Cup-Halbfinale | Turner-Cup-Halbfinale |  |  | Turner-Cup-Finale | Turner-Cup-Finale | Turner-Cup-Finale |
|                          |                          |                          |    |                    |                       |                       |                       |  |  |                   |                   |                   |
| E1                       | Toledo Goaldiggers       |                          |    |                    |                       |                       |                       |  |  |                   |                   |                   |
|                          | Freilos                  |                          |    |                    |                       |                       |                       |  |  |                   |                   |                   |
| E1                       | Toledo Goaldiggers       | 4                        |    |                    |                       |                       |                       |  |  |                   |                   |                   |
| E1                       | Toledo Goaldiggers       | 4                        |    |                    |                       |                       |                       |  |  |                   |                   |                   |
|                          | E2                       | Fort Wayne Komets        | 1  |                    |                       |                       |                       |  |  |                   |                   |                   |
| E2                       | E2                       | Fort Wayne Komets        | 1  | Fort Wayne Komets  | 3                     |                       |                       |  |  |                   |                   |                   |
| E2                       |                          |                          |    | Fort Wayne Komets  | 3                     |                       |                       |  |  |                   |                   |                   |
| E3                       | Flint Generals           | 2                        |    |                    |                       |                       |                       |  |  |                   |                   |                   |
| E3                       | Flint Generals           | 2                        | E1 | Toledo Goaldiggers | 4                     |                       |                       |  |  |                   |                   |                   |
|                          |                          |                          |    | Toledo Goaldiggers | 4                     |                       |                       |  |  |                   |                   |                   |
|                          | W1                       | Milwaukee Admirals       | 2  |                    |                       |                       |                       |  |  |                   |                   |                   |
| W1                       | W1                       | Milwaukee Admirals       | 2  | Milwaukee Admirals |                       |                       |                       |  |  |                   |                   |                   |
| W1                       |                          |                          |    | Milwaukee Admirals |                       |                       |                       |  |  |                   |                   |                   |
|                          | Freilos                  |                          |    |                    |                       |                       |                       |  |  |                   |                   |                   |
| W1                       | Milwaukee Admirals       | 4                        |    |                    |                       |                       |                       |  |  |                   |                   |                   |
| W1                       | Milwaukee Admirals       | 4                        |    |                    |                       |                       |                       |  |  |                   |                   |                   |
|                          | W2                       | Kalamazoo Wings          | 1  |                    |                       |                       |                       |  |  |                   |                   |                   |
| W2                       | W2                       | Kalamazoo Wings          | 1  | Kalamazoo Wings    | 3                     |                       |                       |  |  |                   |                   |                   |
| W2                       |                          |                          |    | Kalamazoo Wings    | 3                     |                       |                       |  |  |                   |                   |                   |
| W3                       | Muskegon Mohawks         | 1                        |    |                    |                       |                       |                       |  |  |                   |                   |                   |

## Vergebene Trophäen

### Mannschaftstrophäen
| Auszeichnung                                          | Team               |
| ----------------------------------------------------- | ------------------ |
| Turner Cup Gewinner der IHL-Playoffs                  | Toledo Goaldiggers |
| Fred A. Huber Trophy Bestes Team der regulären Saison | Toledo Goaldiggers |

### Individuelle Trophäen
| Auszeichnung                                                       | Spieler        | Team               |
| ------------------------------------------------------------------ | -------------- | ------------------ |
| James Gatschene Memorial Trophy MVP der regulären Saison           | Claude Noël    | Toledo Goaldiggers |
| Leo P. Lamoureux Memorial Trophy Bester Scorer                     | Dale Yakiwchuk | Milwaukee Admirals |
| Governor’s Trophy Bester Verteidiger                               | Jim Burton     | Fort Wayne Komets  |
| Governor’s Trophy Bester Verteidiger                               | Kevin Willison | Milwaukee Admirals |
| James Norris Memorial Trophy Torhüter mit den wenigsten Gegentoren | Lorne Molleken | Toledo Goaldiggers |
| Garry F. Longman Memorial Trophy Bester Rookie                     | Tony Fiore     | Flint Generals     |
| Ken McKenzie Trophy Bester US-amerikanischer Rookie                | Paul Fenton    | Peoria Prancers    |